# Paolo Vallesi

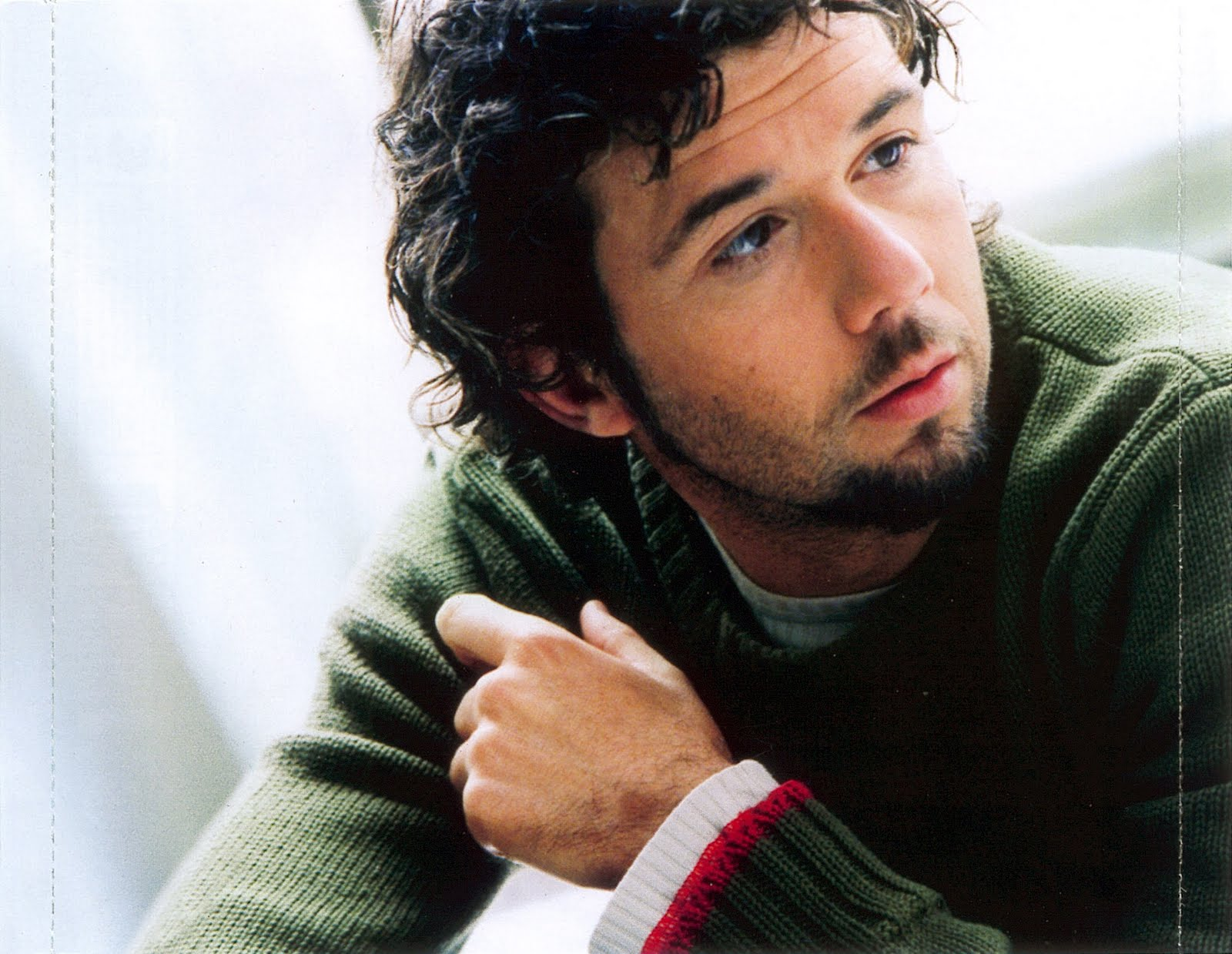
Paolo Vallesi (2015)

Paolo Vallesi (* 18. Mai 1964 in Florenz) ist ein italienischer Cantautore.

## Werdegang
Paolo Vallesi lernte in jungen Jahren Klavier und trat schon als Jugendlicher in den Bars seiner Heimatstadt auf. Als Musiker und Arrangeur verfolgte er seine Karriere weiter und schrieb seine ersten Lieder. Mit Ritornare a vivere nahm er 1990 am Musikfestival von Saint-Vincent (Un disco per l’estate) teil, wo ihn der Produzent Dado Parisini entdeckte. Der Durchbruch gelang Vallesi bereits ein Jahr später beim Sanremo-Festival 1991, wo er mit Le persone inutili den ersten Platz in der Newcomer-Kategorie erreichte. Anschließend erschien auch sein erstes selbstbetiteltes Album.
Im Jahr darauf nahm er erneut am Sanremo-Festival teil, diesmal in der Hauptkategorie, wo ihm mit La forza della vita nicht nur ein dritter Platz gelang, sondern auch sein größter Hit. Auch das zweite Album, das im Anschluss erschien, trug denselben Titel und enthielt ausschließlich Lieder aus Vallesis Feder, darunter den Radiohit Sempre. Für den spanischsprachigen Raum nahm er das Album auch in einer spanischen Version auf. Das dritte Album Non mi tradire erschien 1994 und enthielt Gastbeiträge von seinen Musikerkollegen Biagio Antonacci und Eros Ramazzotti, die er beide auch als Teamkollegen in der Nazionale Cantanti kannte, in der er seit 1993 spielte. Zusammen mit Irene Grandi ging er anschließend auf eine ausgedehnte Tournee.
1996 kehrte Vallesi zum Sanremo-Festival zurück, erreichte mit Non andare via aber nur einen 18. Platz. Es folgte das Album Non essere mai grande, das in der spanischen Version auch ein erfolgreiches Duett mit Alejandro Sanz enthielt. Danach zog der Musiker sich eine Zeit lang aus der Öffentlichkeit zurück, während derer er Vater eines Sohnes wurde und ein neues Produktionsteam um sich versammelte. 1999 schließlich erschien das fünfte Album Sabato 17:45, während Marco Borsatos niederländische Version von Vallesis Sempre (Vrij zijn) in den Niederlanden ein Hit wurde.
Mit einem Best-of-Album meldete der Musiker sich 2003 wieder zurück, 2005 nahm er an der Reality-Show La talpa (italienische Version von The Mole) teil. 2006 erschien die Single La fionda, gefolgt 2008 und (in einer neuen Version) 2012 von È bastato un momento. Nachdem er 2009 das erste Album der Nazionale Cantanti produziert hatte, veröffentlichte er selbst 2009 zunächst das Livealbum I Live You und 2015 das Studioalbum Episodio 1… In questo mondo. Nach einem Gastauftritt während des Sanremo-Festivals 2017 zusammen mit Amara erschien schließlich das siebte Studioalbum Un filo senza fine.

## Diskografie

### Alben
| Jahr | Titel                                      | Höchstplatzierung, Gesamtwochen, AuszeichnungChartsChartplatzierungen (Jahr, Titel, Platzierungen, Wochen, Auszeichnungen, Anmerkungen) | Anmerkungen        |
| Jahr | Titel                                      | IT | Anmerkungen        |
| ---- | ------------------------------------------ | --- | ------------------ |
| 1991 | Paolo Vallesi                              | IT10 (14 Wo.)IT | Sugar              |
| 1992 | La forza della vita / La fuerza de la vida | IT2 (17 Wo.)IT | Sugar              |
| 1994 | Non mi tradire / No me traiciones          | IT7 (15 Wo.)IT | RTI/Sugar          |
| 1996 | Non essere mai grande / Grande             | IT33 (2 Wo.)IT | CGD                |
| 1996 | Le sue più belle canzoni                   | IT41 (1 Wo.)IT | Sugar Kompilation  |
| 2003 | Best of Paolo Vallesi                      | IT71 (1 Wo.)IT | Warner Kompilation |
| 2017 | Un filo senza fine                         | IT31 (1 Wo.)IT | Believe            |

Weitere Alben
- Sabato 17:45 (1999; CGD)
- I Live You (2009; Livealbum)
- Episodio 1… In questo mondo (2015)

### Singles
| Jahr | Titel Album                      | Höchstplatzierung, Gesamtwochen, AuszeichnungChartsChartplatzierungen (Jahr, Titel, Album, Platzierungen, Wochen, Auszeichnungen, Anmerkungen) | Anmerkungen      |
| Jahr | Titel Album                      | IT | Anmerkungen      |
| ---- | -------------------------------- | --- | ---------------- |
| 1991 | Le persone inutili Paolo Vallesi | IT5 (19 Wo.)IT |                  |
| 1991 | Le amiche Paolo Vallesi          | IT6 (6 Wo.)IT | B-Seite: Lontano |
| 1992 | La forza della vita              | IT4 (17 Wo.)IT |                  |

Weitere Lieder
- Ritornare a vivere / Sta diventando una donna (1990)
- Quando perdi la donna che hai / Piramidi di luna (1991)
- Sempre (1992)
- Ridere di te (1992)
- Non mi tradire (1994)
- Voglio fare l’amore con te (1994)
- L’eterna danza (1994)
- Non andare via (1996)
- Grande (1996)
- Tutto va bene (1996)
- Un bacio interminabile (1996)
- L’amore è un fiore (1999)
- Felici di essere (2002)
- Un giorno normale (2002)
- Disegno libero (2003)
- La fionda (2006)
- È bastato un momento (2012)
- Il bello che c’è (2015)
- In questo mondo (2015)
- Estate 2016 (2016)
- Pace (2017)
- Come brina d'agosto (2019)
- Giovane per sempre (2021)

## Belege
1. ↑  Chartquellen (Alben):
  - M&D-Chartarchiv. Musica e dischi, archiviert vom Original (nicht mehr online verfügbar) am 24. Juli 2017; abgerufen am 18. Mai 2017 (italienisch, kostenpflichtiger Abonnement-Zugang).  Info: Der Archivlink wurde automatisch eingesetzt und noch nicht geprüft. Bitte prüfe Original- und Archivlink gemäß Anleitung und entferne dann diesen Hinweis.
  - Guido Racca & Chartitalia: Top 100 FIMI Album. Lulu, 2013, S. 180.
  - Alben von Paolo Vallesi. In: Italiancharts.com. Hung Medien, ehemals im Original (nicht mehr online verfügbar); abgerufen am 18. Mai 2017. (Seite nicht mehr abrufbar. Suche in Webarchiven)
2. ↑  M&D-Chartarchiv. Musica e dischi, archiviert vom Original (nicht mehr online verfügbar) am 24. Juli 2017; abgerufen am 18. Mai 2017 (italienisch, kostenpflichtiger Abonnement-Zugang).  Info: Der Archivlink wurde automatisch eingesetzt und noch nicht geprüft. Bitte prüfe Original- und Archivlink gemäß Anleitung und entferne dann diesen Hinweis.

| Personendaten    | Personendaten            |
| ---------------- | ------------------------ |
| NAME             | Vallesi, Paolo           |
| KURZBESCHREIBUNG | italienischer Cantautore |
| GEBURTSDATUM     | 18. Mai 1964             |
| GEBURTSORT       | Florenz                  |